# Scarlino (przystanek kolejowy)
Scarlino (wł. Stazione di Scarlino) – przystanek kolejowy w Scarlino, w prowincji Grosseto, w regionie Toskania, we Włoszech. Znajduje się na linii Piza – Rzym.
Według klasyfikacji RFI ma kategorię brązową.

## Linie kolejowe
- Linia Piza – Rzym

## Połączenia
Na przystanku zatrzymują się pociągi regionalna kursujące między Pizą a Grosseto.